# ترامواي قسنطينة
ترامواي قسنطينة، هو نظام ترام يعمل في قسنطينة، الجزائر منذ عام 2013 وأحد شبكات النقل العصرية التي تخدم مدينة قسنطينة ثالث أكبر مدن الجزائر وعاصمتها الثقافية، تشغله مؤسسة الفرنكو-جزائرية شركة تسيير خطوط الترامواي (Setram)، يبلغ طوله حاليا 15 كم ويضم 15 محطة.
عينت مؤسسة مترو الجزائر مالكة المشروع الشركة الإيطالية بيزاروتي للقيام بـالأشغال المدنية والتهيئة، وشركة ألستوم التي صنعت قاطرات الترامواي وتوريدها إلى مدينة قسنطينة، وبدأت الأشغال سنة 2008 والتي انتهت سنة 2013.
تم التشغيل الرسمي لترامواي قسنطينة والذي بلغت مسافته آنذاك 8,1 كلم ب 10 محطات يوم 4 جويلية 2013 من قبل وزير النقل الجزائري عمار تو، وتم وضعه في الخدمة العمومية في اليوم الموالي. وتعتبر ولاية قسنطينة هي ثالث ولاية تحظى بنظام الترامواي الحديث في الجزائر منذ الاستقلال.

## التاريخ

### المرحلة الأولى
تربط في مرحلة أولى بين 10 محطات على طول 8,1 كلم.

### المرحلة الثانية
تربط بين المحطة النهائية للمرحلة الأولى ب 5 محطات جديدة على طول 7 كلم.

### المرحلة الثالثة
ستضمن الربط على مسافة 22 كلم الفاصلة بين مدينة قسنطينة وامتدادها الطبيعي المتمثل في مدينة علي منجلي الجديدة التي ما تزال في طور التوسع.
وبإمكان «الترامواي» أن يضمن نقل 130 ألف مسافر يوميا أي ما يعادل 36 مليون شخص سنويا.

## الشبكة الحالية

### الخطوط
يوجد خط وحيد للترامواي مفعل في مدينة قسنطينة يشمل نواحي منطقة قسنطينة ويربط بين المحطة المتعددة الخدمات «زواغي» ومحطة بن عبد المالك حيث يخدم ثمانية محطات وسيطة وهي: حي خزندار، الإقامة الجامعية منتوري، جامعة منتوري، المنطقة الصناعية بالما، فضيلة سعدان، مسجد الأمير عبد القادر، حي قدور بومدوس والمنظر الجميل.
الامتدادات المبرمجة نحو مطار محمد بوضياف والمركز الحضري الجديد «علي منجلي» يصبح طول خط ترامواي قسنطينة يوازي 25 كم. ويمتلك الترامواي مستودعا لإيواء العربات وصيانتها يتواجد بحي زواغي وقطبين للتبادل.
| الخط | المسار                                                         | تحديد الخدمة | الطول (كم) | عدد المحطات | القاطرة     | عدد القاطرات |
| ---- | -------------------------------------------------------------- | ------------ | ---------- | ----------- | ----------- | ------------ |
| 1    | ملعب بن عبد المالك رمضان ↔ زواغي سليمان                        | 2013         | 8٫1        | 10          | سيتاديس 402 | 27           |
| 1 أ  | زواغي سليمان ↔ الشهيد قادري ابراهيم                            |              | 7          | 5           |             |              |
| 1 ب  | الشهيد قادري إبراهيم ↔ جامعة عبد الحميد مهري (جامعة قسنطينة 2) | 2021         | 3,48       | 5           |             |              |

### المحطات
يتم سرد المحطات من الضاحية الغربية إلى الضاحية الشرقية:
|  |   |  | المحطات                | البلديات | شبكات ذات صلة |  |
|  | - |  | ---------------------- | -------- | ------------- |  |
|  | ● |  | بن عبد المالك رمضان    | قسنطينة  |               |  |
|  | ● |  | المنظر الجميل          | قسنطينة  |               |  |
|  | ● |  | قدور بومدوس            | قسنطينة  |               |  |
|  | ● |  | الأمير عبد القادر      | قسنطينة  |               |  |
|  | ● |  | فضيلة سعدان            | قسنطينة  |               |  |
|  | ● |  | المنطقة الصناعية بالما | قسنطينة  |               |  |
|  | ● |  | جامعة منتوري           | قسنطينة  |               |  |
|  | ● |  | إقامة جامعة منتوري     | قسنطينة  |               |  |
|  | ● |  | حي خزندار              | قسنطينة  |               |  |
|  | ● |  | زواغي سليمان           | قسنطينة  |               |  |

## الإستغلال
ترامواي قسنطينة يشتغل طيلة الأسبوع (7أيام/7)، من الساعة 7:00 صباحا حتى 10:00 مساء، بمرور ترامواي كل 4 دقائق خلال ساعات الذروة (9:00 حتى 21:10)، بينما تتجاوز مدة الانتظار خلال ساعات خارج الذروة 10 دقائق.
السرعة التجارية المتوقعة في نهاية المطاف هي 20 كم/سا، وتعطي لافتات الطرق عند مفترق طرق الأولوية للترامواي، مما يشجع على تقدمها (وهو علاوة على ذلك رادع لسائقي السيارات، وهو خيار كان واضحا منذ بداية المشروع).
أول انطلاق من زواغي على الساعة 07 سا، أما من بن عبد المالك على الساعة 07 سا. آخر قاطرة تغادر محطة زواغي على الساعة 22 سا00 د، وآخر قاطرة تغادر محطة على الساعة 22 سا 30 د. بينما يؤخر عمله إلى غاية 1 صباحا، بداية من فترة الأعياد وطيلة أيام شهر رمضان الفضيل.
24 ماي 2012، أعلنت مجموعة الهيئة المستقلة للنقل الباريسي (RATP) أنها حصلت على عقد تشغيل وصيانة جميع مشاريع الترام في الجزائر، من خلال مشروع مشترك يديرها فرع الشركة أر أ تي بي ديف (RATP Dev)، حيث تم إطلاق شركة تسيير خطوط الترامواي (سيترام) بحيث يساهم الشريك الفرنسي بنسبة 49٪، أما الـ51 بالمائة المتبقية فتوزع بين مؤسسة النقل الحضري وشبه الحضري لمدينة الجزائر بنسبة 36 %، ومؤسسة مترو الجزائر بنسبة 15 %.
بداية من 1 أكتوبر 2012، التحالف المشترك هو المسؤول عن الإستغلال وصيانة شبكات الترامواي في الجزائر.

### قاطرات الترامواي
- العدد الإجمالي: 27 ترامواي.
- العدد الإجمالي في الخدمة: 27 ترامواي.
- الخطوط المعنية:

| الخط | الشطر        | مدة البناء | عدد القاطرات | الترقيم     | ملاحظات                          |
| ---- | ------------ | ---------- | ------------ | ----------- | -------------------------------- |
| 1    | الشطر الأول  | 2013-2008  | 27           | 101 حتى 112 |                                  |
| 1    | الشطر الثاني | 2019-2017  | 24           | 112 حتى 128 | ارتفع عدد القاطرات إلى 51 قاطرة. |

الوصف:
المعدات المختارة لتجهيز الخط هي سيتاديس 402 من ألستوم. ولها خصائص وجود أرضية منخفضة متكاملة مما يجعلها في متناول الأشخاص من ذوي الاحتياجات الخاصة، وتوفر للركاب أقصى ظروف الراحة (المكيفات وزجاج معتم والإضاءة ونظام معلومات الركاب باللغتين العربية والفرنسية ونظام المراقبة بالفيديو). يقدر طوله بـ43.7 م وعرض 2.65 م وتتألف من سبع وحدات وثنائية الاتجاه، عدد المقاعد هو 79 بطاقة إجمالية من 414 راكب في أوقات الذروة. الأجهزة الدافعة قادرة على دفع قطرات الترامواي بسرعة قصوى تقدر بـ 70 كم/سا. يتم إنتاج القوة الدافعة للترامواي من طرف 6 محركات متزامنة الإنتاج بـ 120 كيلوواط المزود بـ 750 فولت من قبل السلسال عبر أداة المنساخ.
سنة 2008، تم عقد اتفاق بين مؤسسة مترو الجزائر وشركة ألستوم الفرنسية بشأن توريد 27 ترامواي من صنف سيتاديس 402 الحديثة لتثبيتها في شوارع بـقسنطينة، تم تصنيعها في مصانع كريوسوت (عربات)، وتارب (معدات الجر الكهربائية والإلكترونية)، فيلوربان (الإلكترونيات)، أورنانس (محركات) وتجمعيها في مصنع أيتري بمدينة لاروشيل الفرنسية بالساحل الغربي لـفرنسا.
قامت وكالة أر سي بي العالمية (RCP Design Global) شريك مؤسسة ألستوم في مشاريع الترامواي في الجزائر، بتصميم الديكور الداخلي ونوع القماش المخصص للمقاعد وكذلك للغطاء الخارجي الذي يتميز باللون الأبيض والأخضر.

### التسعير والتمويل
التسعير
تسعيرة تذكرة ترامواي قسنطينة محددة بـ 40 د، ج، أما سعر الاشتراك بعشر تذاكر يقدر بـ 32 د، ج للتذكرة الواحدة (320 د، ج في المجموع).
الاشتراك الشهري تواصل مع شعار «سافر أكثر، أنفق أقل» يسمح لك بالسفر غير المحدود لمدة 30 يوما متتالية على طول خط الترامواي مع الاستفادة من أسعار منخفضة:
- اشتراك تواصل كلاسيك: 1500 د، ج
- اشتراك تواصل جونيور: 990 د، ج (-34%) لمن سنه يقل عن 25 سنة.
- اشتراك تواصل سينيور: 830 د، ج (-45%) لمن سنه يفوق 60 سنة.
- اشتراك تواصل الجامعي: 600 دج/شهري و 6000 دج/سنوي لمن سنه لا يفوق 28 سنة وطالب جامعي.
- اشتراك تواصل المدرسي: 300 د ج/شهري و 3000 د، ج/سنوي لتلاميذ الطور الابتدائي، المتوسط أو الثانوي.

التمويل
يتم توفير التمويل لتشغيل الخطوط (صيانة المعدات وتكاليف الموظفين) من قبل مؤسسة سيترام. ومع ذلك فإن أسعار التذاكر والاشتراك لا تغطي التكلفة الفعلية للنقل، ويتم تعويض هذا النقص من طرف صندوق دعم النقل العمومي الذي أسسته الحكومة الجزائرية في قانون المالية التكميلي لسنة 2008 بفرض ضرائب على السيارات والحافلات والشاحنات الجديدة واقتطاع 1% من رقم أعمال الوكلاء المعتمدين للسيارات لتوفير الموارد الضرورية لتمويل الصندوق.

## معرض الصور

صور مختارة
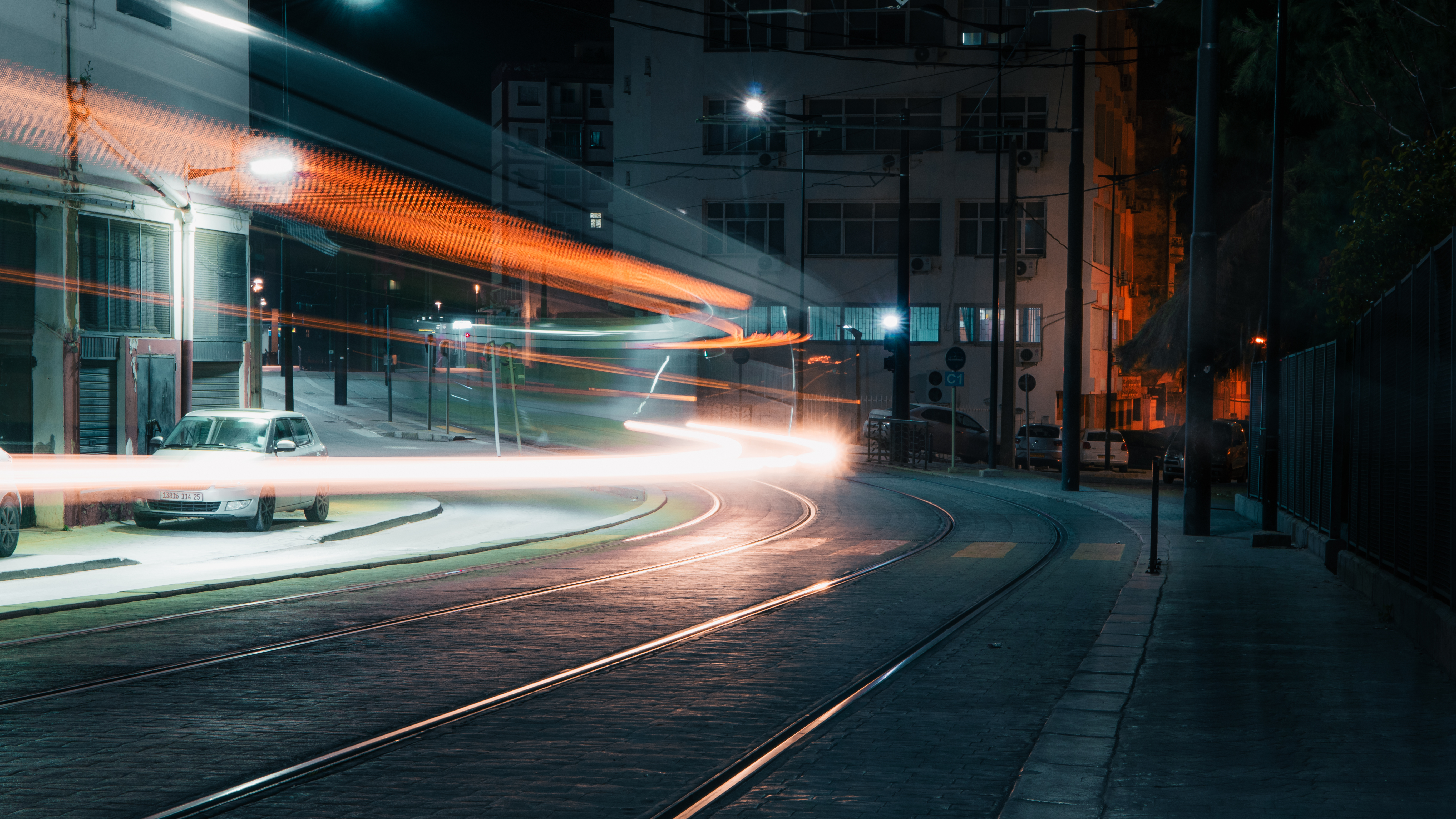
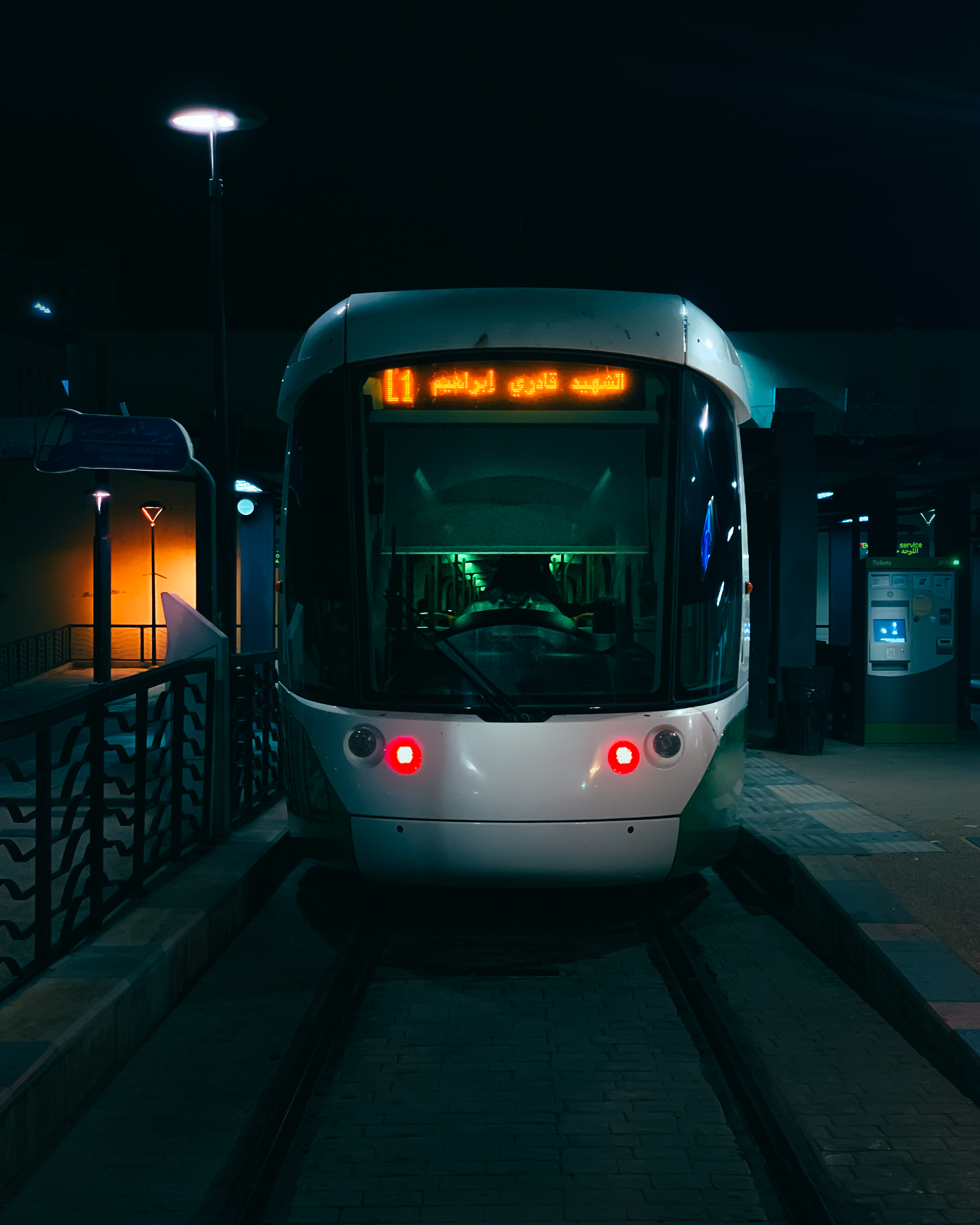
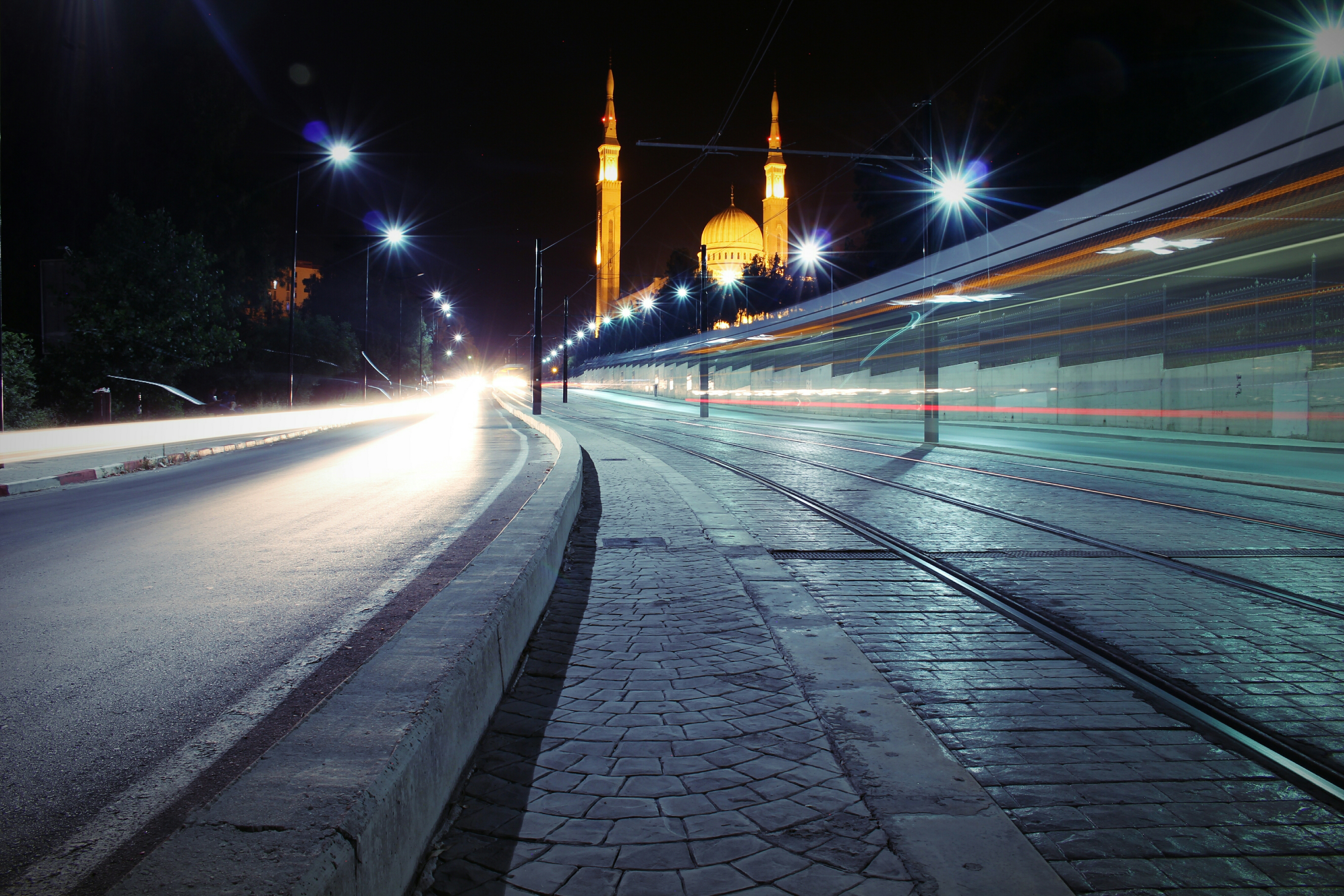

### مقالات ذات صلة
- النقل في الجزائر
- تيليفيريك قسنطينة
- ترامواي الجزائر العاصمة
- ألستوم

### وصلات خارجية
- الموقع الرسمي. نسخة محفوظة 10 يونيو 2020 على موقع واي باك مشين.
- صفحة عن مشاريع ألستوم في الجزائر.